# Poulsard
Le poulsard N (N pour noir) (également connu dans le vignoble du Jura sous l'appellation ploussard) est un cépage noir essentiellement du vignoble du Jura, dont il représente plus de 20 % de l'encépagement.

## Étymologie

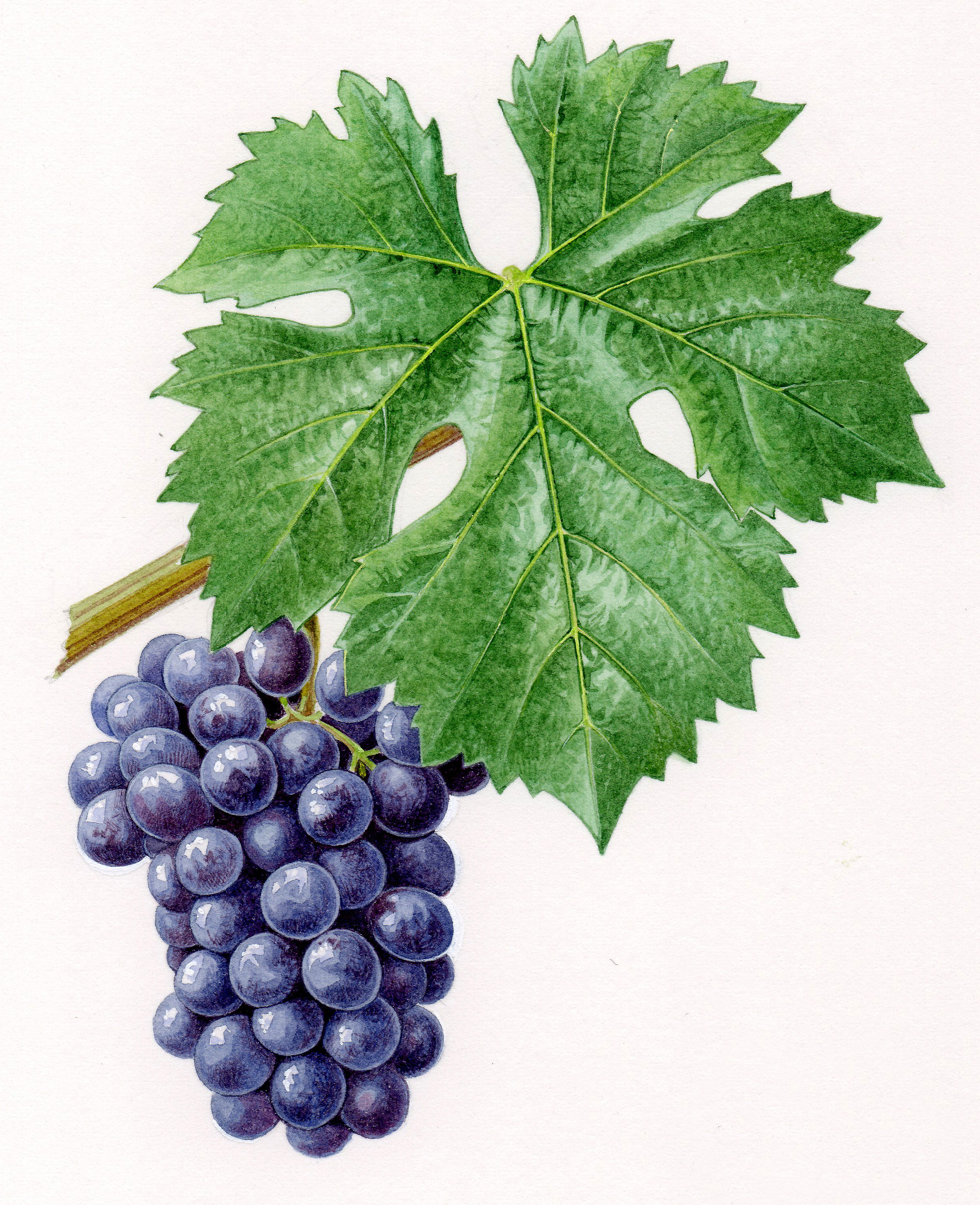
Grappe et feuille de poulsard.

Le terme ploussard viendrait de la prunelle en référence à sa couleur bleue recouverte de pruine et parfois à sa forme sphérique. Selon les dialectes locaux, la prunelle se dit plousse, pleusse, plesse, plusse, plouse ou encore pelosse. On le nomme aussi peloussard, pulsard, polozard, mescle dans l'Ain et ploussard à Arbois. Le terme poulsard, quant à lui, viendrait peut être du latin pulsare, pousser violemment en raison de sa pousse très rapide au printemps ; à moins qu'une erreur de transcription n'en soit à l'origine. Le terme « poulsard N » sera choisi par la nomenclature française des cépages.

## Répartition géographique
Le poulsard est un cépage typique du vignoble du Jura, dont il représente entre 20 et 25 % de l'encépagement total, ce qui fait de lui le deuxième cépage le plus répandu dans le vignoble, derrière le chardonnay. Il constitue également 80 % de l'encépagement en rouge du Jura. Il est principalement planté dans la région d'Arbois et de Pupillin, ce dernier étant considéré comme la capitale mondiale du ploussard,. On le trouve sporadiquement dans l'Ain sous le nom de mescle, (meiklle en patois local) et en Valais en Suisse.
Sa surface est constante dans le vignoble français ; elle est passée de 314 hectares en 1958 à 300 ha en 1994.

## Historique
Il semble originaire de Franche-Comté, et sa première mention date de 1386, avec la mention du « pellozar ».
En 1732, il est classé dans la publication d'une liste de bons cépages par le parlement de Besançon (capitale de la Franche-Comté).
En France, trois clones, les numéros 296, 464 et 584 ont été agréés. Leur sélection s'est faite dans les collections issues de prospection dans le vignoble du Jura.

## Caractéristiques ampélographiques

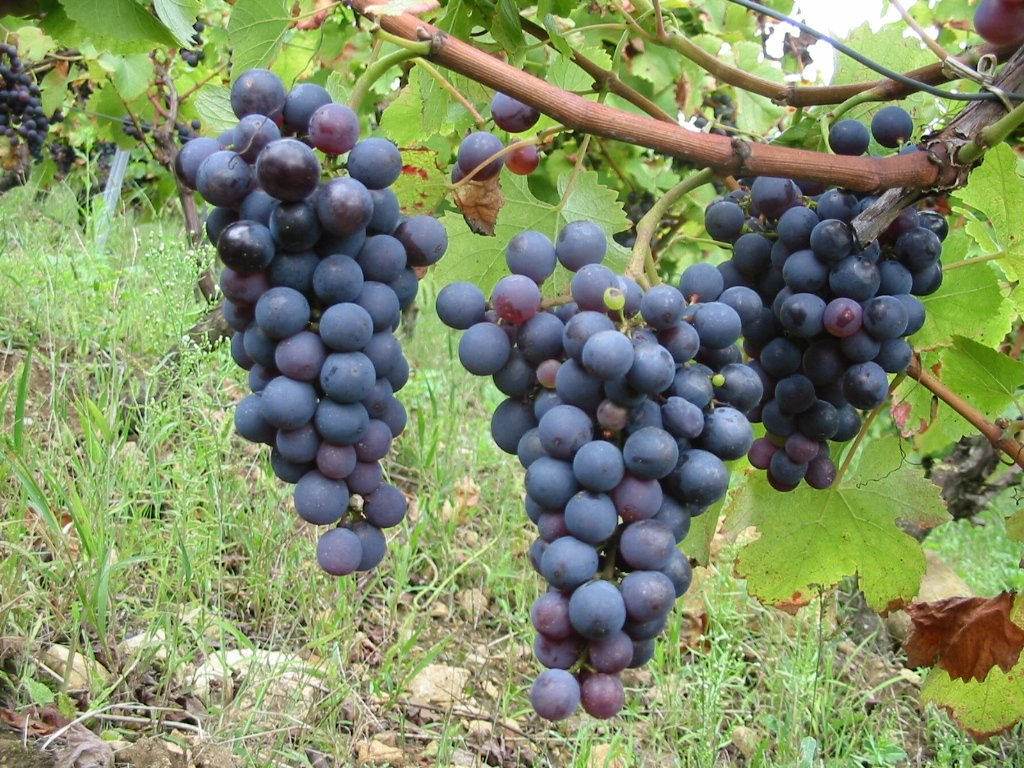
Grappes de poulsard.

Les jeunes rameaux sont peu velus. Les jeunes feuilles sont jaunes à reflets bronzés. Le rameau comporte de très longues vrilles. Les feuilles adultes sont à cinq ou sept lobes avec un sinus pétiolaire en U ouvert, des sinus latéraux profonds, des dents moyennes à bords droits et un limbe légèrement révoluté. Les grappes sont petites et les baies moyennes à grosses et de forme elliptique noir bleuté (existent en blanc et en gris), charnues à pellicule fine, se fendant facilement.

## Aptitudes

### Culturales
Cépage délicat, il craint les gelées printanières, la coulure et les grillures. Il a une bonne adéquation avec les terrains marneux et argileux. Face à une fertilité très moyenne, il doit être taillé long et palissé.

### Sensibilité aux maladies
Il craint principalement l'oïdium.

### Technologiques
Le poulsard donne des vins de grande finesse, aromatiques (fruité et notes animales), mais de structure et couleur légère. Sa robe pâle, parfois dite « pelure d'oignon », est cependant relativement stable au vieillissement. Il est souvent assemblé avec le pinot noir et avec le trousseau. Il est présent dans les appellations côtes-du-jura et arbois (AOC).
Il couvre un peu plus de 20 % du vignoble d'AOC, soit 80 % de l'encépagement en rouge, dont les trois quarts dans la région de Montigny-lès-Arsures, Pupillin et autour d'Arbois. Ce cépage se plaît particulièrement sur les terres fortes de marnes ou d'argiles du Trias et du Lias. Moyennement vigoureux, il affectionne les terres grasses et peut être taillé long.

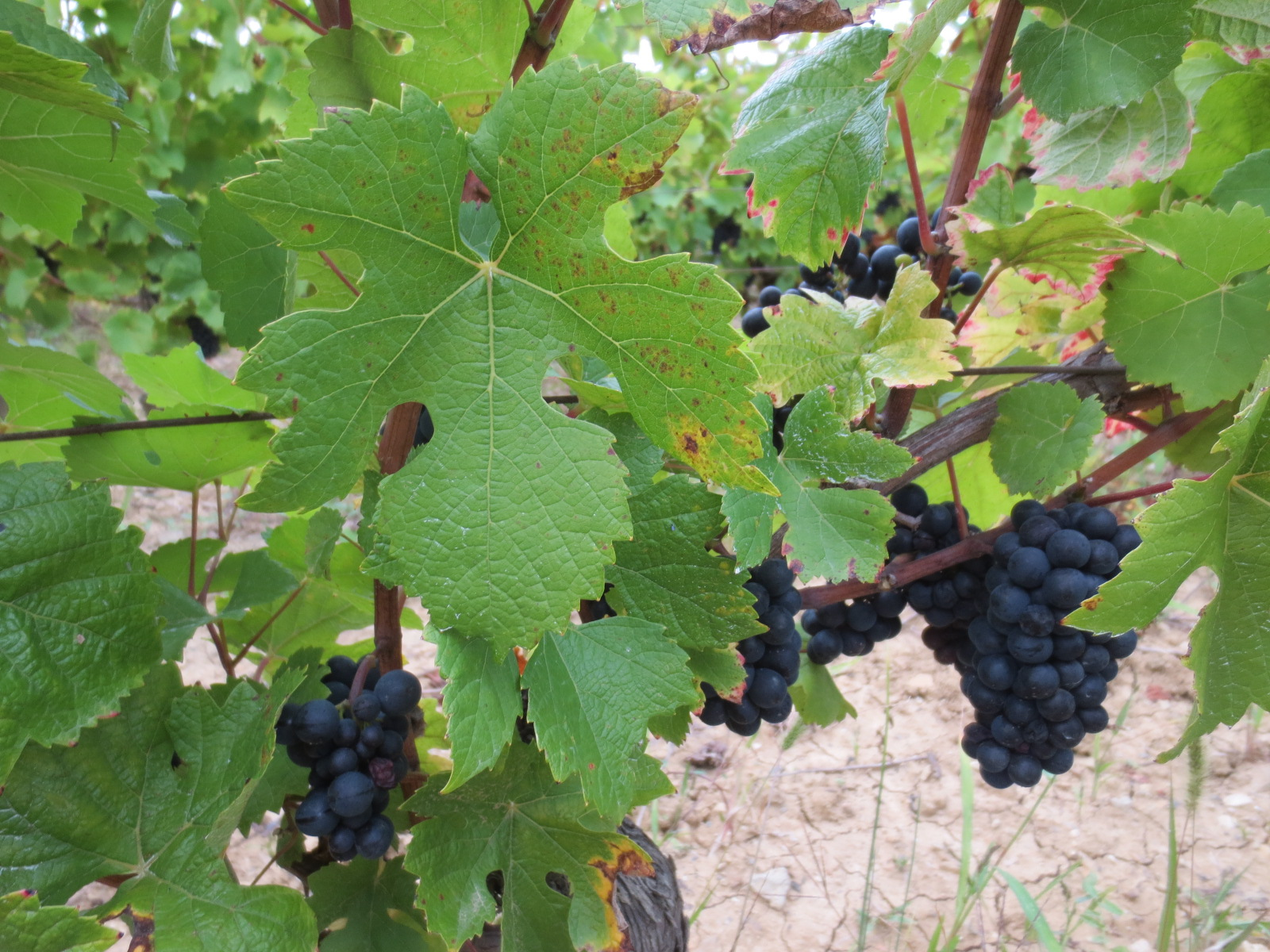
Cépage Poulsard du vignoble du Jura
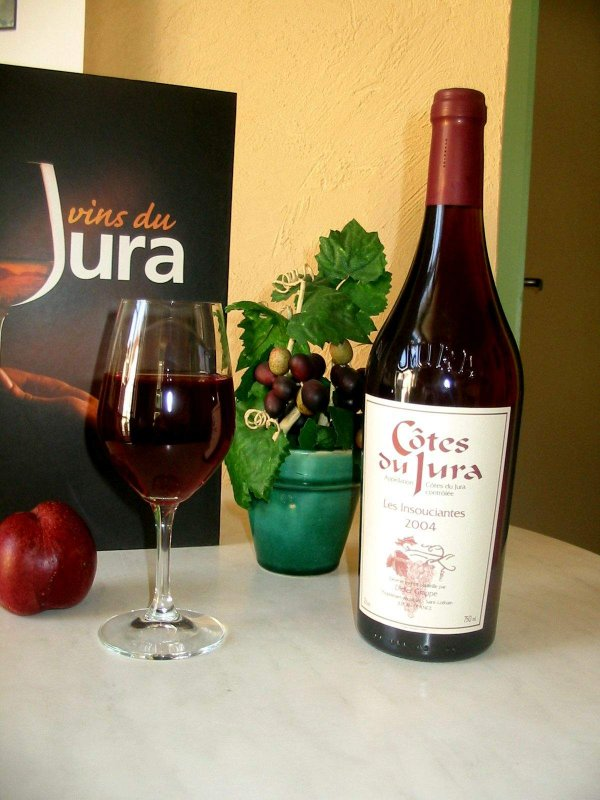
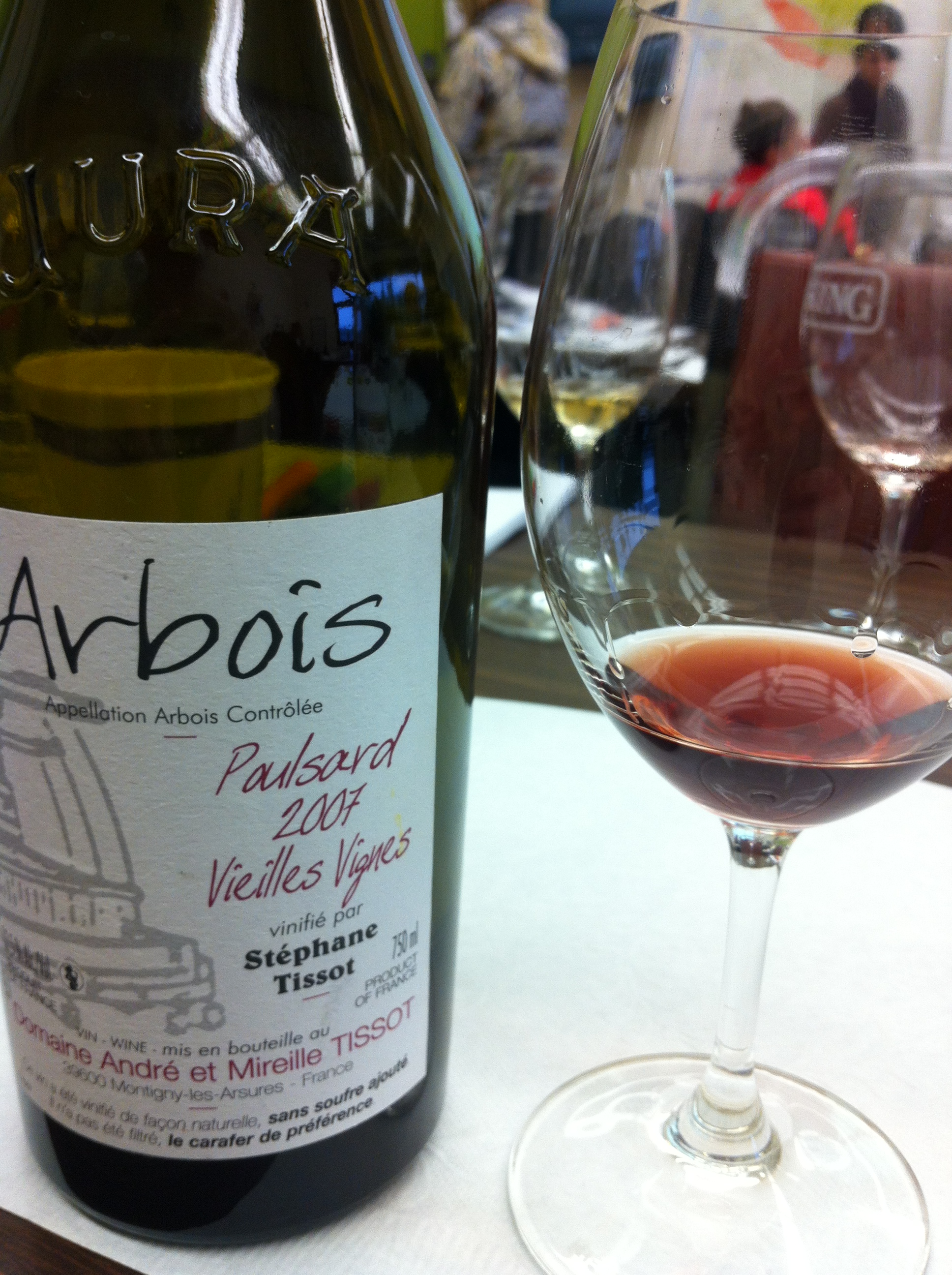
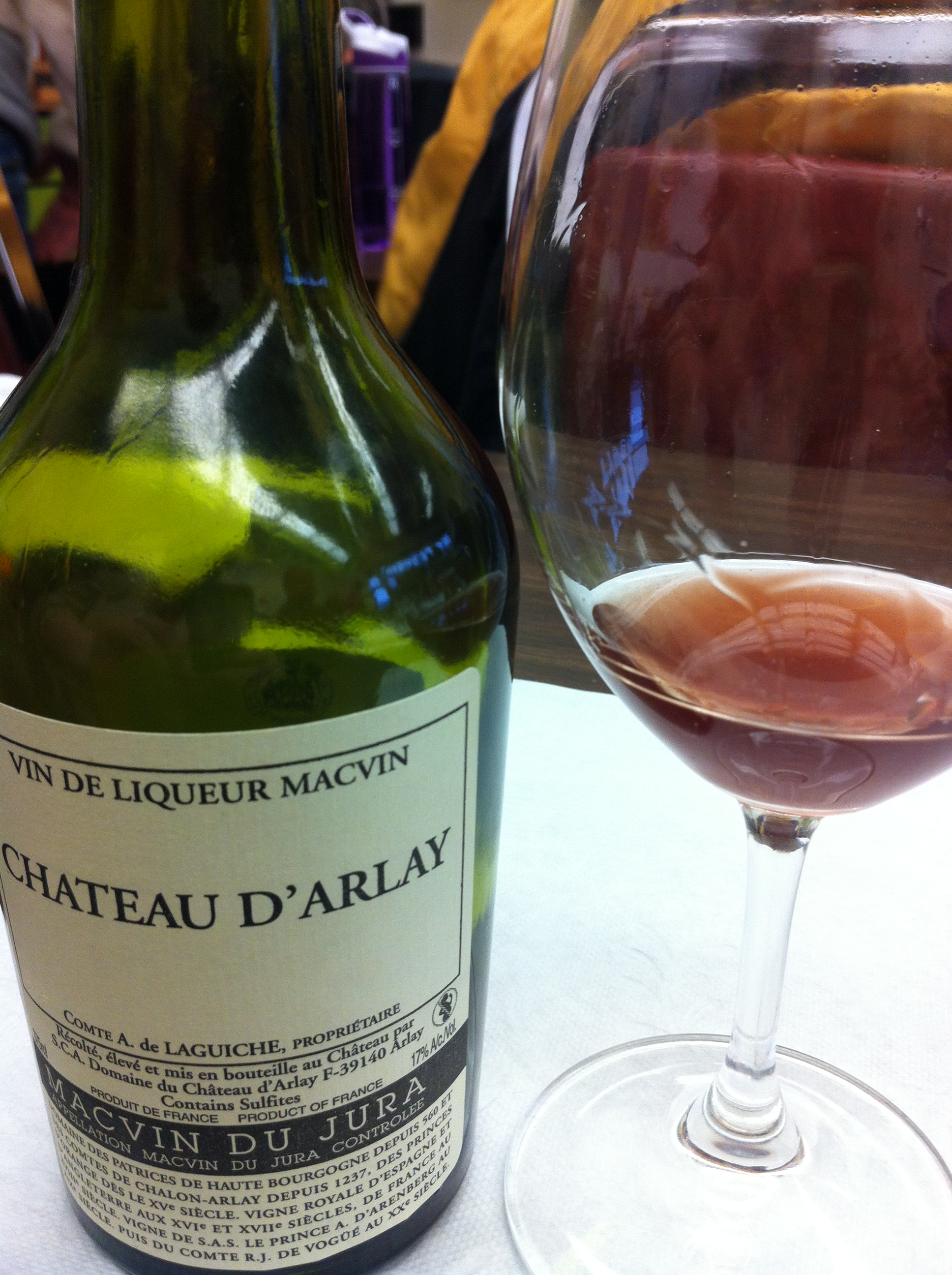
Macvin du Jura

## Sources